# Pyrausta herbuloti
Pyrausta herbuloti là một loài bướm đêm trong họ Crambidae.